# Neuilly-le-Bisson
Pour les articles homonymes, voir Neuilly.
Neuilly-le-Bisson est une commune française, située dans le département de l'Orne en région Normandie, peuplée de 275 habitants.

## Géographie
La commune est au cœur de la campagne d'Alençon. Son bourg est à 14 km à l'ouest du Mêle-sur-Sarthe, à 14 km au sud de Sées et à 16 km au nord-est d'Alençon.
Le point culminant (161 m) se situe en limite nord-ouest, près du lieu-dit la Pièce de Neuilly. Le point le plus bas (137 m) correspond à la sortie de la Vézone du territoire, au sud.
| Ménil-Erreux | Ménil-Erreux, Essay | Essay                                                              |
| Ménil-Erreux | Neuilly-le-Bisson   | Les Ventes-de-Bourse                                               |
| Hauterive    | Hauterive           | Les Ventes-de-Bourse, Le Ménil-Broût (sur une trentaine de mètres) |

### Hydrographie
La commune est située dans le bassin Loire-Bretagne. Elle est drainée par la Vézone, le ruisseau la Vézone et le ruisseau de Lailbert,,.
La Vézone, d'une longueur de 20 km, prend sa source dans la commune de Trémont et se jette  dans la Sarthe en limite de Hauterive et du Ménil-Brout, après avoir traversé huit communes. 

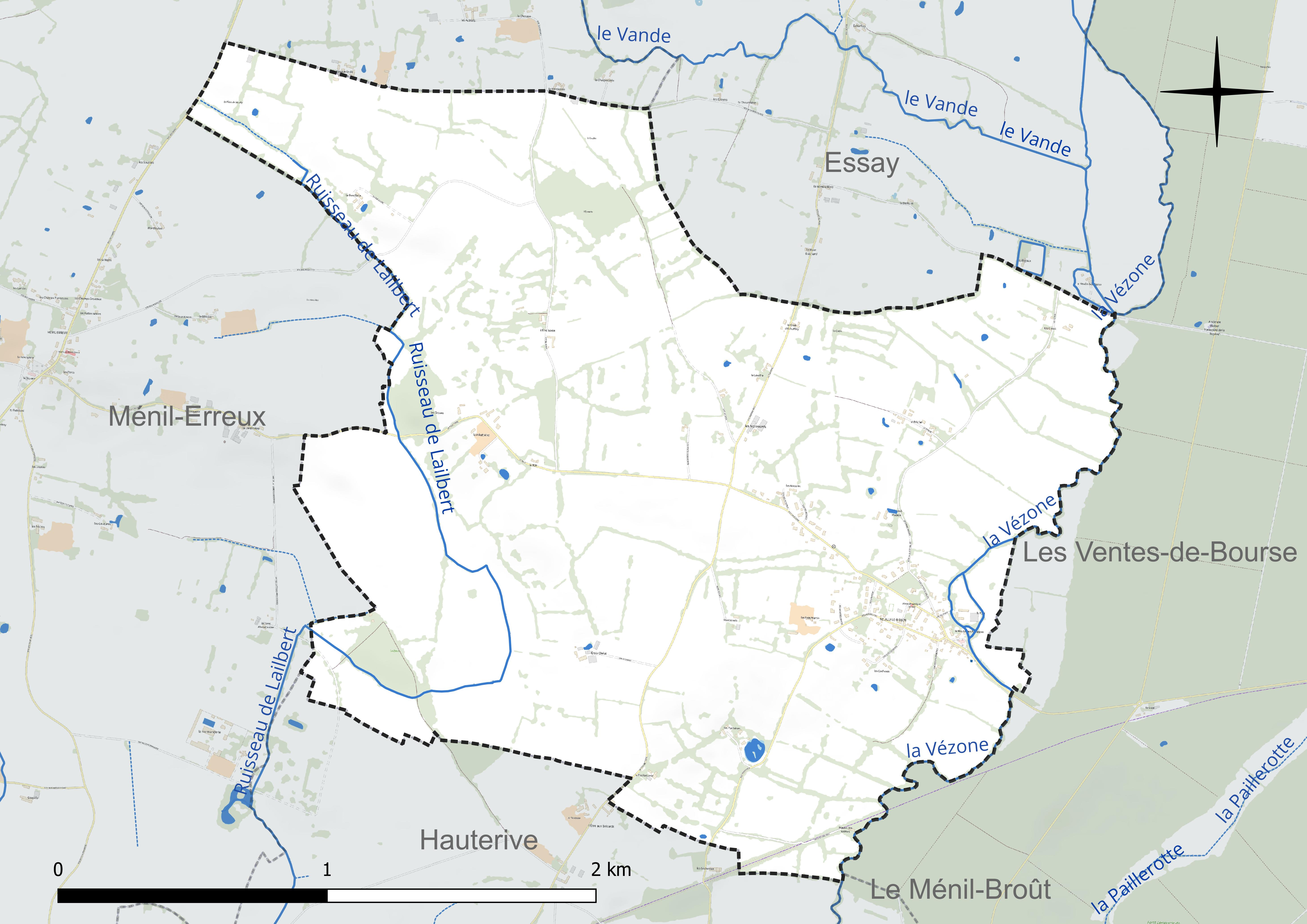
Réseau hydrographique de Neuilly-le-Bisson.

### Climat
Pour des articles plus généraux, voir Climat de la Normandie et Climat de l'Orne.
En 2010, le climat de la commune est de type climat océanique dégradé des plaines du Centre et du Nord, selon une étude du CNRS s'appuyant sur une série de données couvrant la période 1971-2000. En 2020, Météo-France publie une typologie des climats de la France métropolitaine dans laquelle la commune est exposée à un climat océanique altéré et est dans la région climatique Normandie (Cotentin, Orne), caractérisée par une pluviométrie relativement élevée (850 mm/a) et un été frais (15,5 °C) et venté. Parallèlement le GIEC normand, un groupe régional d’experts sur le climat, différencie quant à lui, dans une étude de 2020, trois grands types de climats pour la région Normandie, nuancés à une échelle plus fine par les facteurs géographiques locaux. La commune est, selon ce zonage, exposée à un « climat des plateaux abrités », se caractérisant par une pluviométrie et des contraintes thermiques modérées mais aussi, par effet de continentalité, des températures plus contrastées qu'au nord dans la plaine de Caen, avec communément 10 à 15 jours par an de plus de froid en hiver et de chaleur en été.
Pour la période 1971-2000, la température annuelle moyenne est de 10,7 °C, avec une amplitude thermique annuelle de 14 °C. Le cumul annuel moyen de précipitations est de 721 mm, avec 11,8 jours de précipitations en janvier et 7,5 jours en juillet. Pour la période 1991-2020, la température moyenne annuelle observée sur la station météorologique la plus proche, située sur la commune de Villeneuve-en-Perseigne à 6 km à vol d'oiseau, est de 10,8 °C et le cumul annuel moyen de précipitations est de 770,2 mm,. Pour l'avenir, les paramètres climatiques de la commune estimés pour 2050 selon différents scénarios d’émission de gaz à effet de serre sont consultables sur un site dédié publié par Météo-France en novembre 2022.

## Urbanisme

### Typologie
Au 1er janvier 2024, Neuilly-le-Bisson est catégorisée commune rurale à habitat dispersé, selon la nouvelle grille communale de densité à sept niveaux définie par l'Insee en 2022.
Elle est située hors unité urbaine. Par ailleurs la commune fait partie de l'aire d'attraction d'Alençon, dont elle est une commune de la couronne,. Cette aire, qui regroupe 89 communes, est catégorisée dans les aires de 50 000 à moins de 200 000 habitants,.

### Occupation des sols
L'occupation des sols de la commune, telle qu'elle ressort de la base de données européenne d’occupation biophysique des sols Corine Land Cover (CLC), est marquée par l'importance des territoires agricoles (99,7 % en 2018), une proportion identique à celle de 1990 (99,7 %). La répartition détaillée en 2018 est la suivante : 
prairies (68,5 %), terres arables (31,3 %), forêts (0,3 %). L'évolution de l’occupation des sols de la commune et de ses infrastructures peut être observée sur les différentes représentations cartographiques du territoire : la carte de Cassini (XVIIIe siècle), la carte d'état-major (1820-1866) et les cartes ou photos aériennes de l'IGN pour la période actuelle (1950 à aujourd'hui).

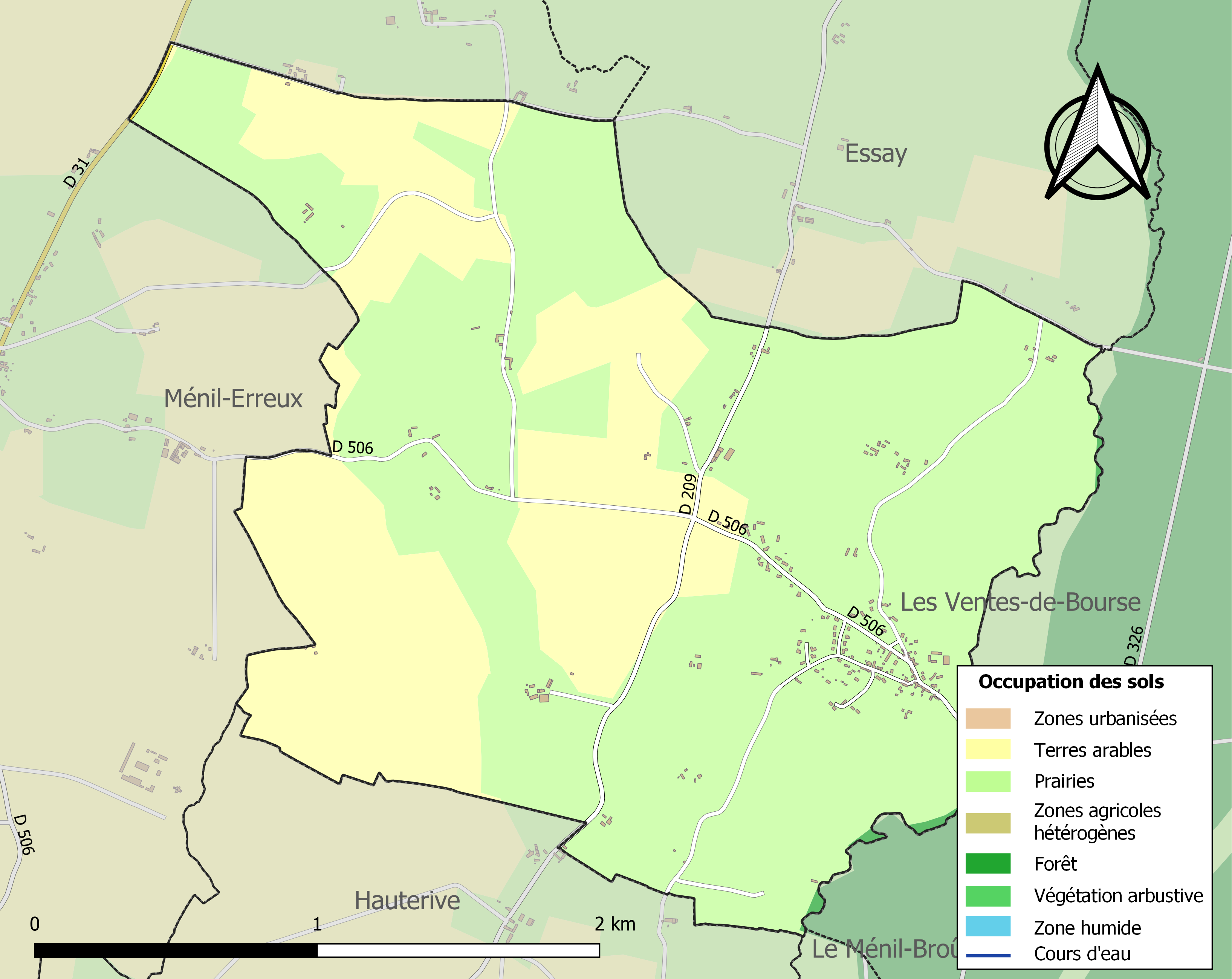
Carte des infrastructures et de l'occupation des sols de la commune en 2018 (CLC).

## Toponymie
Le toponyme Neuilly semble issu d'un anthroponyme roman Nobilus, Nobilis ou Novilius.
Bisson, en patois normand, un buisson qui désigne une particularité du domaine, clos d'arbustes épineux, et serait devenu un patronyme, par extension le nom du propriétaire.
Le gentilé est Neuillyssois.

## Politique et administration
| Période                                  | Période  | Identité            | Étiquette | Qualité     |
| ---------------------------------------- | -------- | ------------------- | --------- | ----------- |
| (avant 2001)                             | En cours | Bertrand Detroussel | SE        | Agriculteur |
| Les données manquantes sont à compléter. |          |                     |           |             |

Le conseil municipal est composé de onze membres dont le maire et deux adjoints.

## Démographie
L'évolution du nombre d'habitants est connue à travers les recensements de la population effectués dans la commune depuis 1793. Pour les communes de moins de 10 000 habitants, une enquête de recensement portant sur toute la population est réalisée tous les cinq ans, les populations de référence des années intermédiaires étant quant à elles estimées par interpolation ou extrapolation. Pour la commune, le premier recensement exhaustif entrant dans le cadre du nouveau dispositif a été réalisé en 2006.
En 2022, la commune comptait 275 habitants, en évolution de −8,94 % par rapport à 2016 (Orne : −3,21 %, France hors Mayotte : +2,11 %).
Neuilly-le-Bisson a compté jusqu'à 413 habitants en 1821.
| 1793 | 1800 | 1806 | 1821 | 1836 | 1841 | 1846 | 1851 | 1856 |
| ---- | ---- | ---- | ---- | ---- | ---- | ---- | ---- | ---- |
| 380  | 384  | 396  | 413  | 396  | 357  | 341  | 307  | 281  |

| 1861 | 1866 | 1872 | 1876 | 1881 | 1886 | 1891 | 1896 | 1901 |
| ---- | ---- | ---- | ---- | ---- | ---- | ---- | ---- | ---- |
| 333  | 371  | 358  | 336  | 284  | 289  | 277  | 263  | 234  |

| 1906 | 1911 | 1921 | 1926 | 1931 | 1936 | 1946 | 1954 | 1962 |
| ---- | ---- | ---- | ---- | ---- | ---- | ---- | ---- | ---- |
| 219  | 245  | 238  | 238  | 190  | 213  | 183  | 173  | 138  |

| 1968 | 1975 | 1982 | 1990 | 1999 | 2006 | 2011 | 2016 | 2021 |
| ---- | ---- | ---- | ---- | ---- | ---- | ---- | ---- | ---- |
| 130  | 136  | 118  | 151  | 174  | 243  | 291  | 302  | 284  |

| 2022 | - | - | - | - | - | - | - | - |
| ---- | - | - | - | - | - | - | - | - |
| 275  | - | - | - | - | - | - | - | - |

## Culture locale et patrimoine

### Lieux et monuments
- Église Saint-Pierre-et-Saint-Paul du XVIIIe siècle.

### Héraldique
| Blason de Neuilly-le-Bisson | Blason  | Coupé : au 1er d'argent à trois arbres au naturel rangés en fasce, au 2d d'or à la charrue de sable ; à la fasce ondée d'azur chargée de deux poissons affrontés d'argent, brochant sur la partition. |
| Blason de Neuilly-le-Bisson | Détails | Adopté par la municipalité. |